# Bùi Trung Thảo
Bùi Trung Thảo là một huấn luyện viên bóng chuyền quốc gia Việt Nam. Ông hiện là HLV trưởng đội Tràng An Ninh Bình và cũng từng là huấn luyện viên phó của đội tuyển quốc gia Việt Nam từ năm 2017-2020.
Trước đó ông là vận động bóng chuyền của Tràng An Ninh Bình, thi đấu giai đoạn 2004-2016, tới khi ông 42 tuổi. Là một trong những tài năng trẻ của bóng chuyền nam Việt Nam với kỷ lục 6 lần vô địch quốc gia trong 2 màu áo: Bưu Điện Hà Nội và Tràng An Ninh Bình và nhiều lần được gọi vào đội tuyển quốc gia. Mùa giải vô địch quốc gia năm 2016, Bùi Trung Thảo vẫn được gọi thi đấu và trở thành cầu thủ lớn tuổi nhất của giải khi anh đã bước qua tuổi 42 và đang tham gia công tác huấn luyện VĐV trẻ cho bóng chuyền Ninh Bình. Với hơn 20 năm thi đấu liên tục, Bùi Trung Thảo là vận động viên được xem là của hiếm của bóng chuyền Việt Nam khi đó.

## Xuất thân
Bùi Trung Thảo sinh năm 1974 tại Gia Viễn, Ninh Bình. Khi là học sinh tại quê hương Ninh Bình, Bùi Trung Thảo sớm bộc lộ năng khiếu bóng chuyền. Nhưng quê hương Ninh Bình những năm đó lại là vùng trũng của thể thao, mãi đến tận năm 2004 mới có Câu lạc bộ bóng chuyền Tràng An Ninh Bình gia nhập các đội mạnh toàn quốc.

## Vận động viên
Năm 1994, Học xong PTTH thì Bùi Trung Thảo lên Hà Nội học tập tại lớp năng khiếu bóng chuyền của Trung tâm TDTT Bưu điện Hà Nội và được gọi vào đội hình chính của đội thi đấu ở giải vô địch bóng chuyền các đội mạnh toàn quốc. Đây là giai đoạn mà đội bóng chuyền Bưu điện Hà Nội đang ở thời kỳ đỉnh cao huy hoàng với các thành tích vô địch quốc gia năm 1999, 2001, 2004. 
Năm 2006, khi đội bóng chuyền Bưu điện Hà Nội rơi vào thời kỳ khủng hoảng, Bùi Trung Thảo trở về đầu quân cho đội bóng quê hương Câu lạc bộ bóng chuyền Tràng An Ninh Bình vừa mới thành lập. Bùi Trung Thảo được phong đội trưởng của đội bóng và đưa đội bóng này đến với 3 chức vô địch quốc gia vào các năm 2006, 2010, 2012, Á quân mùa giải 2009 và Hạng ba mùa giải 2007.
Ở đội bóng Ninh Bình, Bùi Trung Thảo chính là tấm gương thực sự về tinh thần tập luyện, tính bền bỉ trong thi đấu và nhất là ý chí vươn lên. Thậm chí, 2 ngoại binh Supachai từng chơi cho đội bóng rất nể phục Thảo. 
Năm 2016, Ngoài 40 tuổi, nhưng Bùi Trung Thảo vẫn được thi đấu trong màu áo Câu lạc bộ bóng chuyền Tràng An Ninh Bình, và là vận động viên chuyền 1 tốt nhất của đội bóng Ninh Bình, phòng thủ hàng sau tốt, rất vững chắc và là vị trí đáng tin tưởng bậc nhất trong đội.

## Huấn luyện viên
Từ năm 2016, Bùi Trung Thảo trở thành Huấn luyện viên phó Tràng An Ninh Bình và cũng là HLV phó của đội tuyển Việt Nam giai đoạn 2016-2020. 
Từ mùa giải năm 2020, Bùi Trung Thảo trở thành Huấn luyện viên trưởng Tràng An Ninh Bình. Khi đội nam Tràng An Ninh Bình không đạt chức vô địch Đại hội TDTT 2018, không đạt được danh hiệu cao nhất nào ở mùa 2019, ông Thư đã bị thanh lý hợp đồng và ông Thảo lập tức được đôn lên ở vị trí cao nhất.
Đội Tràng An Ninh Bình của HLV Bùi Trung Thảo đã ngoạn mục vượt qua đương kim vô địch Sanet Khánh Hòa để lọt vào trận chung kết giải bóng chuyền VĐQG năm 2021 sau 4 năm liên tục thua ở bán kết. Tại trận chung kết, Tràng An Ninh Bình đã xuất sắc vượt qua Thể Công để giành ngôi vô địch sau 9 năm chờ đợi.
Năm 2022, Câu lạc bộ bóng chuyền Tràng An Ninh Bình tiếp tục thi đấu ấn tượng với thành tích toàn thắng 5 trận vòng bảng và 3 trận loại trực tiếp để trở thành nhà vô địch của năm.

## Thành tích
- Là vận động viên bóng chuyền có 6 lần đăng quang vô địch cùng các đội bóng Bưu điện Hà Nội và Tràng An - Ninh Bình vào các năm 1999, 2001, 2004, 2006, 2010, 2012.
- Là huấn luyện viên đưa Câu lạc bộ bóng chuyền Tràng An Ninh Bình vô địch liên tiếp hai năm 2021 và 2022.
- HLV phó đội tuyển bóng chuyền Nam U23 Việt Nam tại giải bóng chuyền vô địch U23 nam châu Á tranh tài tại Myanmar tháng 8/2019.[11] Kết quả U23 Việt Nam xếp hạng 9 châu Á và đứng đầu khu vực Đông Nam Á.[12]
- HLV phó đội tuyển bóng chuyền Nam Việt Nam tại Seagame 30.[11]